# 酋婦蟹科
酋婦蟹科（Eriphiidae）是短尾下目（螃蟹）之下的一個科，旗下包括有三個屬：
- 酋婦蟹屬 Eriphia Latreille, 1817
- Eriphides Rathbun, 1897
- Globopilumnus Balss, 1933